# Nálepkovo (stacja kolejowa)
Nálepkovo (stacja kolejowa) – stacja kolejowa znajdująca się we wsi Nálepkovo w kraju koszyckim na linii kolejowej 173 Margecany – Červená Skala na Słowacji.